# 坂本糠手
坂本 糠手（さかもと の あらて）は、飛鳥時代の豪族。姓は臣。

## 経歴
用明天皇2年（587年）丁未の乱において、大伴噛・阿倍人・平群神手らと共に物部守屋討伐軍に参加する。
当時、たびたび新羅から侵入を受けていた任那を救援する詔を伝えるため、推古天皇9年（601年）3月に大伴噛が高麗に糠手は百済に派遣され、翌推古天皇10年（602年）6月に両者は百済経由で帰国した。
推古天皇18年（610年）新羅・任那の使人が来朝した際には、大伴咋・蘇我豊浦蝦夷・阿倍鳥子と共に四大夫の一人として対応している。